# João Vicente
João Vicente, conegut com a Mestre João (Lisboa, Portugal, 1380 - Viseu, 30 d'agost de 1463) fou un bisbe de Lamego i Viseu, fundador de la Congregació dels Canonges Seculars de Sant Joan Evangelista.

## Biografia
Nascut a Lisboa, estudià medicina a Lisboa, i dret a la Universitat de Bolonya; fou el primer catedràtic en la matèria a la Universitat de Lisboa, on ensenyà durant set anys, i el segon graduat en teologia. També fou metge major del regne, nomenat pel rei Eduard I de Portugal.
Persona de confiança del rei, acompanyà a Flandes la infanta Elisabet, filla de Joan I, que s'hi havia de casar amb el duc de Borgonya Felip el Bo. Va reformar l'Orde de Crist i en fou visitador, a instància de l'infant Enric, duc de Viseu.
Ingressà a l'Orde de Predicadors al convent de Benfica. A Lisboa, amb Martim Lourenço i Afonso Nogueira, posà en 1420 les bases per formar una nova comunitat canonical, per posar remei a la degradació moral i social del clergat i la societat del moment. Això portarà a la fundació de la Congregació dels Canonges Seculars de Sant Salvador de Vilar, establerta a l'església de l'antic monestir de Vilar de Frades (Barcelos). La comunitat rebé les constitucions dels Canonges Regulars de San Giorgio in Alga, comunitat canonical de Venècia. L'hàbit blau dels canonges feu que el bisbe fundador fou conegut com el "Bispo Azul" (bisbe blau).
Fou nomenat bisbe de Lamego el 7 de maig de 1432 i, entre 1446 i 1463, bisbe de Viseu on morí amb fama de santedat, i fou sebollit a la catedral.